# Sthenaridea vulgaris
Sthenaridea vulgaris är en insektsart som först beskrevs av William Lucas Distant 1893.  Sthenaridea vulgaris ingår i släktet Sthenaridea och familjen ängsskinnbaggar. Inga underarter finns listade i Catalogue of Life.